# Stor-Valsjön
Stor-Valsjön är en sjö i Hudiksvalls kommun och Ljusdals kommun i Hälsingland och ingår i Delångersåns huvudavrinningsområde. Sjön är 17 meter djup, har en yta på 5,08 kvadratkilometer och befinner sig 291 meter över havet. Sjön avvattnas av vattendraget Delångersån (Svågan).

## Delavrinningsområde
Stor-Valsjön ingår i det delavrinningsområde (689752-151294) som SMHI kallar för Utloppet av Stor-Valsjön. Medelhöjden är 306 meter över havet och ytan är 16,72 kvadratkilometer. Räknas de 73 avrinningsområdena uppströms in blir den ackumulerade arean 387,25 kvadratkilometer. Avrinningsområdets utflöde Delångersån (Svågan) mynnar i havet. Avrinningsområdet består mestadels av skog (67 procent). Avrinningsområdet har 5,08 kvadratkilometer vattenytor vilket ger det en sjöprocent på 30,4 procent.